# Fritz von Oheimb

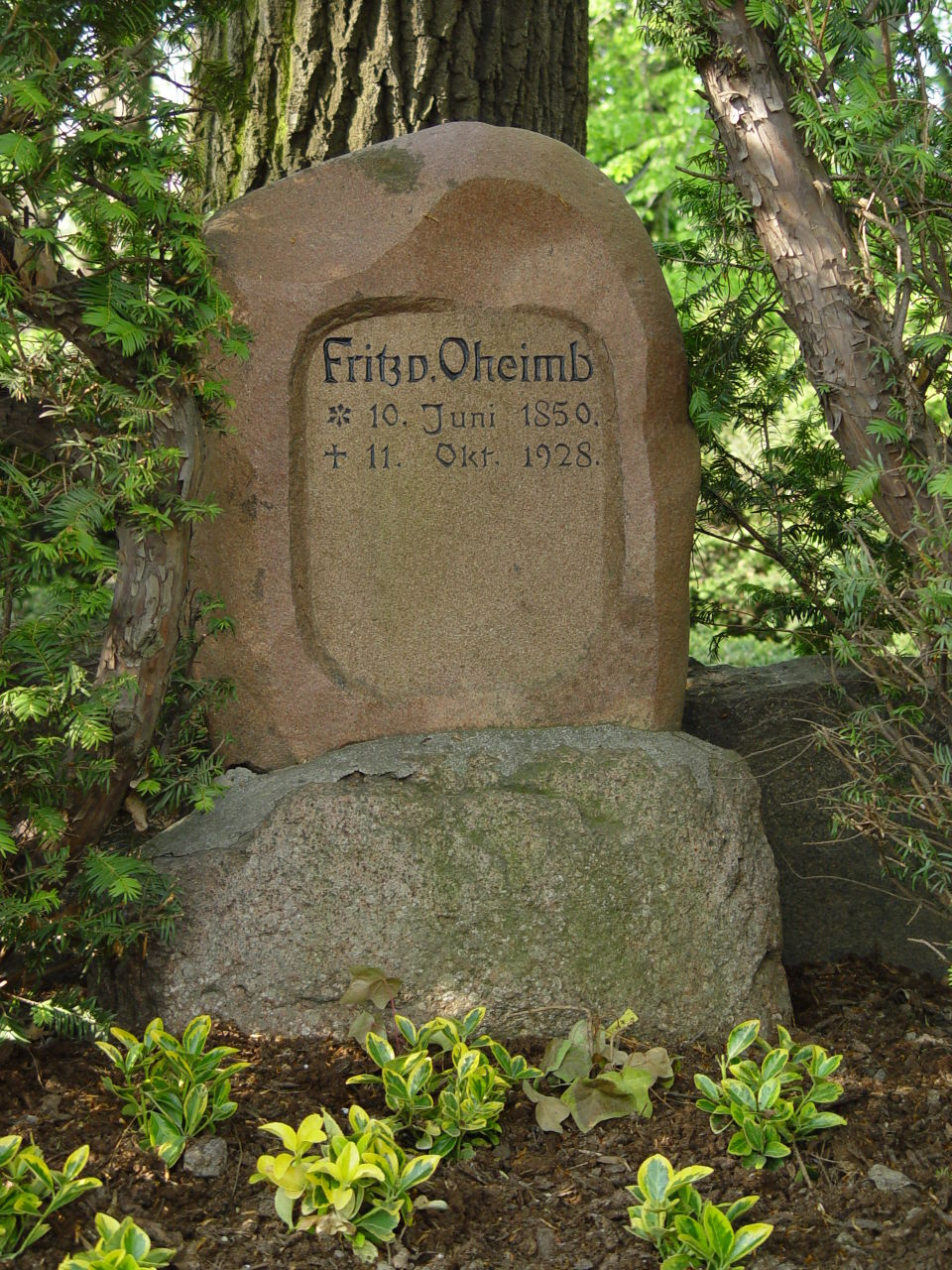
Grób Fritza von Oheimba

Fritz von Oheimb (ur. 10 czerwca 1850 w Nowej Wsi Niemczańskiej (ówczesny Neudorf), zm. 10 października 1928) – niemiecki botanik, założyciel arboretum w Wojsławicach.
Fritz von Oheimb studiował rolnictwo, był jednym z założycieli Niemieckiego Towarzystwa Dendrologicznego (niem. Deutsche Dendrologische Gesellschaft) w 1892. W 1880 kupił 150-hektarowy majątek w Wojsławicach, którego częścią był poważnie zaniedbany park dworski i rozpoczął zakładanie dużego ogrodu, specjalizującego się przede wszystkim w hodowli różaneczników. W 1921 przekazał majątek synowi Arnoldowi, jednakże prace botaniczne nadzorował tam aż do śmierci. Po śmierci pochowany na terenie parku w Wojsławicach, jego grób zachował się tam do dziś.